# Cap de Gudea

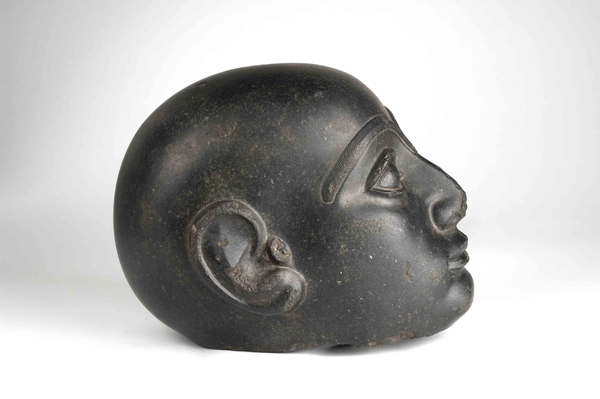
Vista de costat.

El Cap de Gudea és una escultura tallada en pedra de diorita que representa el cap del rei de Lagaix Gudea. Aqueste peça va pertànyer a la col·lecció de Mario de Zayas adquirida a París, el 1978 va donar la seva col·lecció al Museu del Prado, però per orde ministerial l'obra va anar com a dipòsit a la col·lecció del Museu Arqueològic Nacional d'Espanya a Madrid amb l'inventari número 1978/71/3.

## Història
Gudea va ser «ensi» (príncep) de Lagash del 2144 aC al 2124 aC., en el període neosumeri, sota el mandat de Gudea, a la iconografia de l'art va ser igual que en èpoques anteriors i van seguir amb els models sumeris que utilitzaven, com en aquest cas, la demostració de la legitimació del poder.

## Descripció
És un cap que segurament va pertànyer a una escultura sencera, està realitzat en pedra de diorita molt polida, amb les línies molt bé perfilades, encara que presenta una ruptura en el nas, orelles i a la barbeta. La forma d'aquest cap és homogènia a altres escultures que s'han conservat d'aquest personatge, amb les parpelles molt marcades i les celles unides.